# Eu Quero É Botar Meu Bloco na Rua
Eu Quero É Botar meu Bloco na Rua é o primeiro álbum de estúdio solo do cantor e compositor capixaba Sérgio Sampaio, lançado em 1973 pela gravadora Philips.

## Antecedentes
Em 1971, Sampaio participou do álbum conceitual Sociedade da Grã-Ordem Kavernista Apresenta Sessão das 10, ao lado de Raul Seixas, Míriam Batucada e Edy Star. Junto às suas participações no Festival Internacional da Canção no mesmo ano com a canção No Ano 83 e em 1972 com a música Eu Quero É Botar meu Bloco na Rua (ambas de sua autoria), o projeto alavancou a integração do cantor ao elenco da gravadora Philips, influenciada pelo seu parceiro Raul Seixas.
Embora nenhuma de suas apresentações no FIC tenham ficado entre as vencedoras, a canção Eu Quero É Botar meu Bloco na Rua foi incluída no compacto As Melhores do VII FIC, que vendeu mais de 500 mil cópias e tornou a música o maior sucesso do carnaval de 1973.

## Produção
Em 1973, Sampaio lança o seu primeiro álbum solo, com o mesmo título da faixa que fez sucesso no FIC. Com a exceção de Cala a Boca, Zebedeu, composta em 1963 pelo pai de Sérgio, o maestro Raul Gonçalves Sampaio, todas as faixas foram composições próprias. O LP contou com a participação de músicos de peso da época, como Wilson das Neves, Ivan Conti e Alex Malheiros, além do guitarrista Renato Piau, que já tinha participado da apresentação de Sampaio no Festival Internacional da Canção no ano anterior. Nas faixas, fica evidente a versatilidade do conjunto, com influências de blues, samba, marchinhas, choro, bolero e críticas ao tropicalismo. A vinheta que encerra o disco é uma homenagem ao responsável pela produção do disco, Raul Seixas.

## Lista de faixas
Todas as faixas compostas por Sérgio Sampaio, exceto onde assinalado.
| Lado A |                           |                 |         |  |
| N.º    | Título                    | Compositor(es)  | Duração |  |
| 1.     | "Leros e Leros e Boleros" |                 | 2:45    |  |
| 2.     | "Filme de Terror"         |                 | 3:36    |  |
| 3.     | "Cala a Boca Zebedeu"     | Raul G. Sampaio | 2:55    |  |
| 4.     | "Pobre Meu Pai"           |                 | 2:22    |  |
| 5.     | "Labirintos Negros"       |                 | 2:28    |  |
| 6.     | "Eu Sou Aquele que Disse" |                 | 5:19    |  |

| Lado B         |                                         |                |         |  |
| N.º            | Título                                  | Compositor(es) | Duração |  |
| 1.             | "Viajei de Trem"                        |                | 4:26    |  |
| 2.             | "Não Tenha Medo Não! (Rua Moreira, 65)" |                | 2:57    |  |
| 3.             | "D. Maria de Lourdes"                   |                | 3:56    |  |
| 4.             | "Odete"                                 |                | 3:03    |  |
| 5.             | "Eu Quero É Botar meu Bloco na Rua"     |                | 4:43    |  |
| 6.             | "Raulzito Seixas" (vinheta)             |                | 0:50    |  |
| Duração total: | Duração total:                          | Duração total: | 29:00   |  |

## Créditos

### Músicos
- Sérgio Sampaio - vocal, violão
- Renato Piau - violão, guitarra
- Wilson das Neves - bateria
- Ivan Mamão - bateria
- Alex Malheiros - baixo
- Zé Roberto - teclados
- Raul Seixas - vocal de apoio em Viajei de Trem e Eu Quero É Botar meu Bloco na Rua (não creditado)[1]

### Ficha técnica
- Sérgio Sampaio - Arranjos
- Raul Seixas - Arranjos, produção
- José Roberto Bertrami -  Arranjos
- Aldo Luiz - Arte da capa[2]

## Recepção
Ao contrário do single predecessor, o disco foi um fracasso de vendagens, com estimativas de cerca de cinco mil cópias comercializadas na época. Tal fato rendeu a Sampaio a alcunha de "Maldito da MPB". Apesar disso, as faixas Cala a boca, Zebedeu, Viajei de trem, Odete e a faixa-título foram bastante executadas nas rádios e proporcionaram frequentes aparições de Sérgio Sampaio nos programas televisivos nacionais.
Eu Quero É Botar meu Bloco na Rua rendeu ao cantor o Troféu Imprensa de revelação do ano na edição de 1973 e o álbum serviu de influência para muitos artistas, tendo suas faixas (principalmente a faixa homônima ao disco) regravadas e executadas até os dias atuais por músicos como Roupa Nova, Elba Ramalho, Monobloco, Casuarina, Ney Matogrosso e Mart'nália.